# الوند (قزوین)
اَلوَند شهری در شهرستان البرز در استان قزوین است.
شهر الوند دومین شهر بزرگ استان قزوین از نظر جمعیت و مرکز شهرستان البرز در ۱۴ کیلومتری جنوب شرقی شهر قزوین واقع شده است.
شهر صنعتی البرز به عنوان یکی از بزرگ‌ترین شهرهای صنعتی ایران در محدوده مستقیم شهر الوند بوده و شهرک صنعتی لیا نیز در فاصله نزدیکی از این شهر قرار گرفته است. این شهر به‌علت وجود شرکت‌ها و کارخانجات متعدد و وجود اشتغال، شهری پرجمعیت و مهاجرپذیر در استان قزوین است. همچنین شهر سرسبز الوند، دارای خاک بسیار حاصل‌خیزی بوده و اطراف شهر پر از باغ‌ها و کشتزارهای زیبا است. شعبه‌ای از دانشگاه پیام نور و مؤسسه آموزش عالی کار در این شهر قرار دارد.

## گسل‌های فعال
وجود دو گسل اصلی در دو سمت شمال (گسل قزوین) با فاصله تقریبی ۱۷ کیلومتری و جنوب (گسل آبیک) با فاصله ۶۶ کیلومتری منطقه را آسیب‌پذیر نموده است.

## فرهیختگان مشهور
الوند زادگاه موسیقی‌دان و خواننده بزرگ ایرانی، استاد ابوالحسن اقبال آذر آذر نیز است.
رضا جهانی متولد بهمن ۱۳۶۱ ، معلم،  موسیقیدان و نوازنده چیره دست تار که در سال ۱۳۹۵ به علت ابتلاء به سرطان خون درگذشت.

## مکان‌های‌تاریخی
مسجد قدیمی الوند، خانه اربابی (عمارت اربابی) و تپه‌های تاریخی از آثار قدیمی و تاریخی این شهر هستند.

## جمعیت
الوند مرکز شهرستان البرز است و بر اساس سرشماری مرکز آمار ایران در سال ۱۳۹۵، جمعیت این شهر برابر با ۹۳٫۸۳۶ نفر (۲۸٫۹۳۶ خانوار) بوده است. الوند دومین شهر پرجمعیت استان قزوین است.